# ローリー・アラン
ローリー・アラン（Laurie Allan、1943年2月19日 - 、ロンドン生まれ）は、イングランドのドラマーで、デリヴァリーとゴングでの活動で最も有名である。

## 略歴
アランは12歳の時にドラムを始めた。彼のプロとしてのキャリアは1960年代初頭に始まった。彼はピート・ブラウン（ボーカル）、ジョン・マクラフリン（ギター）、ビンキー・マッケンジー（ベース）、ピート・ベイリー（パーカッション）と一緒に「ザ・ファースト・リアル・ポエトリー・バンド」に在籍した。
1967年、クリス・マクレガー、ドゥドゥ・プクワナ、ロニー・ビア、コールリッジ・グッドと共に、グウィグウィ・ミールウェビのアルバム『Mbaqanga Songs』を録音した。1968年まで、彼はジョン・マクラフリンと共にギュンター・ハンペル・トリオに在籍していた。この頃、デヴィッド・アレンと出会っている。1968年の国際エッセン・ソング・デーでは、ブルーノ・ベッセ（ギター）、フレディ・ゴスアイ（ベース）、サイモン・プレスティッチ（液体照明）、ラウル・クロース（技術担当）と並び、ギュンター・ハンペルと共演した。彼は1970年に初期の「Fat Harry」で演奏した。
1971年、アランはイギリスのキーボード奏者スティーヴ・ミラーと共にデリヴァリーに参加し、ゴングに参加し続けたピップ・パイルの後任となった。1972年、アランはゴングに加わり、再びパイルの後任ドラマーとなった。アランは1973年にゴングを脱退し、新しいデリヴァリーのラインナップに参加したが、これは短命ですぐに解散した。アランは、ロル・コックスヒル&スティーヴ・ミラーのアルバム『ストーリー・ソー・ファー/オー・リアリー?』（1974年）に参加した。彼はラルフ・マクテルのアルバム『Not until Tomorrow』（1972年）と、バート・ヤンシュのアルバム『ムーンシャイン』（1973年）でドラムとパーカッションを担当している。
アランはまた、ロバート・ワイアットと一緒に演奏を行った。例えば彼のアルバム『ロック・ボトム』や『ルース・イズ・ストレンジャー・ザン・リチャード』でその演奏が聴ける。アーティストのアルフィー・ベンジとは、彼女がワイアットと結婚する前に関係があった。
アランは1974年にゴングに短期間ながら再加入したのをはじめ、1978年のマザー・ゴングとの仕事を含め、その後の数年間、バンドとの関係を維持し続けた。また、バーバラ・トンプソンズ・パラファナリア（1974年–1975年）とも共演した。アランは、1970年代にピーター・レマーとも仕事をしたが、1980年代にはほとんど演奏活動を辞めてしまった。